# سفارة الجمهورية العربية الصحراوية الديمقراطية في بوتسوانا
سفارة الجمهورية العربية الصحراوية الديمقراطية في بوتسوانا هي البعثة الدبلوماسية للجمهورية العربية الصحراوية الديمقراطية ببوتسوانا.

## قائمة السفراء
- ماء العينين لكحل، 12 أغسطس 2019.[1]